# Wolfgang Peter Bietenholz
Wolfgang Peter Bietenholz (Basilea, Suiza; 23 de septiembre de 1962) es un físico, profesor e investigador suizo radicado en México. Se desempeña como investigador y docente en el Instituto de Ciencias Nucleares de la Universidad Nacional Autónoma de México.

## Biografía
Nació el 23 de septiembre de 1962 en Basilea, Suiza siendo hijo de Alfred Georg y Johanna Bietenholz. En 1988 recibió su diplomado en física por la Escuela Politécnica Federal de Zúrich y posteriormente en 1992 obtuvo su doctorado en física teórica por la Universidad de Berna. En 1993 fue científico visitante del Instituto de Física Teórica y Experimental en Moscú.
Fue investigador asociado del Instituto de Tecnología de Massachusetts en Cambridge e investigador Asociado de NORDITA (Nordic Institute for Theoretical Physics) en Copenhague en 1998.
En 2009 ingresó al Instituto de Ciencias Nucleares de la UNAM, en donde actualmente se desempeña como investigador del departamento de gravitación y teoría de campos; en su labor como docente instruye la materia de física en la facultad de ciencias de dicha institución. Se ha especializado en física de altas energías, física teórica y física de partículas.

## Vida personal
Está casado con Helvia Marlene Velasquez Bietenholz y tiene dos hijos; Diego y Alan.